# Triplophysa wuweiensis
Triplophysa wuweiensis är en fiskart som först beskrevs av Li och Chang, 1974.  Triplophysa wuweiensis ingår i släktet Triplophysa och familjen grönlingsfiskar. Inga underarter finns listade i Catalogue of Life.